# Annette Bening

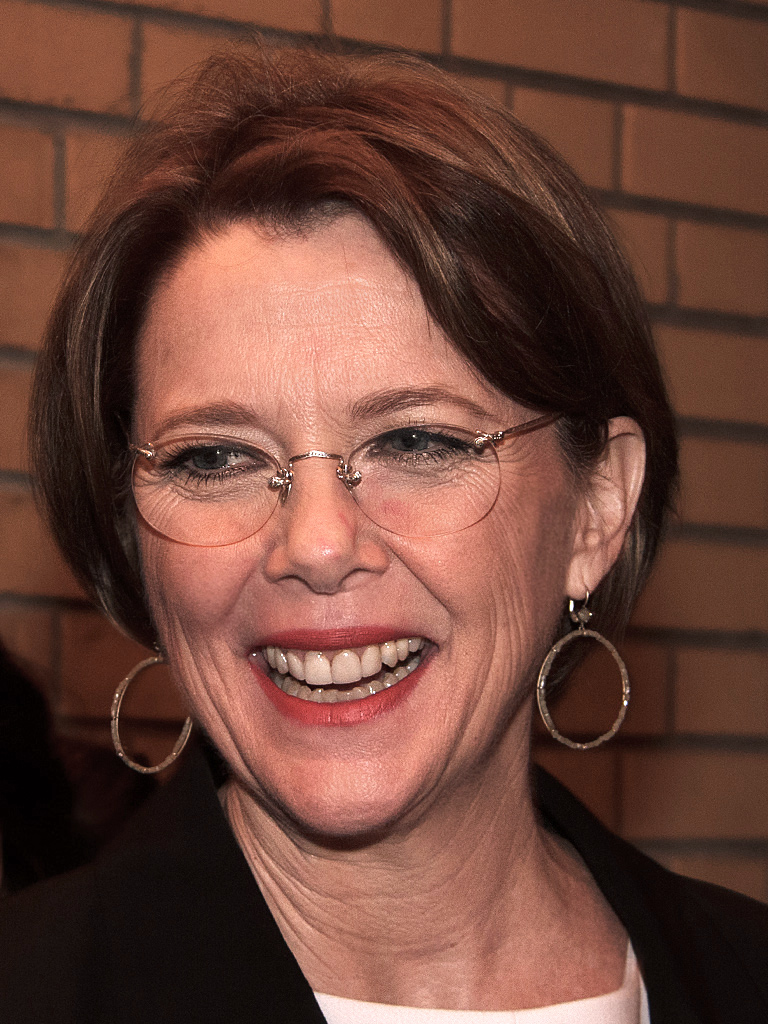
Annette Bening (2013)

Annette Carol Bening (* 29. Mai 1958 in Topeka, Kansas) ist eine US-amerikanische Schauspielerin.

## Leben
Annette Bening ist das jüngste Kind von Arnett Grant Bening (* 1926) und seiner Frau Shirley Katherine geb. Ashley (* 1929). Sie hat eine Schwester Jane (* 1953) und die zwei Brüder Bradley (* 1955) und Byron (* 1957).
Zunächst studierte sie an der San Francisco State University Schauspiel und spielte danach jahrelang Theater. Nach einer Tony-Nominierung 1987 und kleineren Rollen in Fernsehproduktionen erhielt sie 1989 in dem Film Valmont von Miloš Forman, einer Adaption des Briefromans Gefährliche Liebschaften von Choderlos de Laclos, die Rolle der Catherine Merteuil. Der theatererfahrenen Schauspielerin gelang mit diesem Film der Durchbruch in Hollywood.
Bereits für die Rolle in dem ein Jahr später entstandenen Film The Grifters von Stephen Frears war sie für einen Oscar nominiert. Dies widerfuhr ihr erneut im Jahr 2000 für die Rolle der Ehefrau von Kevin Spacey in dem vielfach preisgekrönten Film American Beauty von Sam Mendes, für den sie im selben Jahr auch den London Critics Circle Film Award als beste Schauspielerin bekam.
2005 gewann sie einen Golden Globe als beste Hauptdarstellerin für ihr Porträt einer gelangweilten Londoner Theater-Diva in dem Film Being Julia, für das sie ein drittes Mal für den Oscar nominiert wurde. Für den Part einer erfolgreichen lesbischen Ärztin in The Kids Are All Right (2010) erhielt sie erneut einen Golden Globe sowie den Preis der Filmkritikervereinigung von New York und eine Oscarnominierung als beste Hauptdarstellerin. 2017 war sie Juryvorsitzende der 74. Internationalen Filmfestspiele von Venedig. Im Jahr 2023 spielte sie in dem Film Nyad die Titelrolle der US-amerikanischen Langstreckenschwimmerin Diana Nyad; dafür wurde sie 2024 zum insgesamt fünften Mal für den Oscar nominiert.
Bening war von 1984 bis 1989 mit dem Schauspieler J. Steven White verheiratet und führt seit 1992 eine zweite Ehe mit Warren Beatty, mit dem sie vier Kinder hat. In vielen Filmen wird sie von Traudel Haas synchronisiert.

## Filmografie (Auswahl)
- 1987: Miami Vice (Fernsehserie, Folge 3x19 Sprengstoff)
- 1988: Die Geiselnahme (Hostage)
- 1988: Great Outdoors – Ferien zu dritt (The Great Outdoors)
- 1989: Valmont
- 1990: Grüße aus Hollywood (Postcards from the Edge)
- 1990: Grifters (The Grifters)
- 1991: Schuldig bei Verdacht (Guilty by Suspicion)
- 1991: In Sachen Henry (Regarding Henry)
- 1991: Bugsy
- 1994: Perfect Love Affair (Love Affair)
- 1995: Richard III. (Richard III)
- 1995: Hallo, Mr. President (The American President)
- 1996: Mars Attacks!
- 1998: Ausnahmezustand (The Siege)
- 1999: Jenseits der Träume (In Dreams)
- 1999: American Beauty
- 2000: Good Vibrations – Sex vom anderen Stern (What Planet Are You From?)
- 2003: Open Range – Weites Land (Open Range)
- 2004: Being Julia
- 2004: Die Sopranos (The Sopranos, Fernsehserie, Folge The Test Dream)
- 2005: Diva
- 2005: Mrs. Harris – Mord in besten Kreisen (Mrs. Harris)
- 2005: Under My Skin
- 2006: Krass (Running with Scissors)
- 2008: The Women – Von großen und kleinen Affären (The Women)
- 2009: Mütter und Töchter (Mother and Child)
- 2010: The Kids Are All Right
- 2012: Ruby Sparks – Meine fabelhafte Freundin (Ruby Sparks)
- 2012: Ginger & Rosa
- 2012: There Is No Place Like Home – Nichts wie weg aus Ocean City (Girl Most Likely)
- 2013: The Face of Love
- 2014: Die Suche (The Search)
- 2015: Mr. Collins’ zweiter Frühling (Danny Collins)
- 2016: Jahrhundertfrauen (20th Century Women)
- 2016: Regeln spielen keine Rolle (Rules Don’t Apply)
- 2017: Film Stars Don’t Die in Liverpool
- 2018: The Seagull – Eine unerhörte Liebe (The Seagull)
- 2019: The Report
- 2019: Captain Marvel
- 2019: Georgetown
- 2019: Wer wir sind und wer wir waren (Hope Gap)
- 2022: Tod auf dem Nil (Death on the Nile)
- 2022: Jerry und Marge – Die Lottoprofis (Jerry & Marge Go Large)
- 2023: Nyad
- 2023: Poolman
- 2024: Apples Never Fall (Fernsehserie, 7 Folgen)

## Auszeichnungen und Nominierungen (Auswahl)
Oscar
- 1991: nominiert als beste Nebendarstellerin für Grifters
- 2000: nominiert als beste Hauptdarstellerin für American Beauty
- 2005: nominiert als beste Hauptdarstellerin für Being Julia
- 2011: nominiert als beste Hauptdarstellerin für The Kids Are All Right
- 2024: nominiert als beste Hauptdarstellerin für Nyad

Golden Globe Award
- 1991: nominiert als beste Hauptdarstellerin für Bugsy
- 1995: nominiert als beste Hauptdarstellerin - Mini - Serie oder Fernsehfilm für Mrs. Harris – Mord in besten Kreisen
- 1996: nominiert als beste Hauptdarstellerin für Hallo, Mr. President (The American President)
- 1999: nominiert als beste Hauptdarstellerin – Drama für American Beauty

- 2005: Auszeichnung als beste Hauptdarstellerin – Komödie/Musical für Being Julia
- 2007: nominiert als beste Hauptdarstellerin für Krass (Running with Scissors)
- 2011: Auszeichnung als beste Hauptdarstellerin – Komödie/Musical für The Kids Are All Right
- 2017: nominiert als beste Hauptdarstellerin – Komödie/Musical für Jahrhundertfrauen (20th Century Women)
- 2024: nominiert als Beste Hauptdarstellerin – Drama für Nyad

Goldene Himbeere
- 2009: nominiert als schlechteste Hauptdarstellerin für The Women